# Paul Günter
Pour les articles homonymes, voir Günter.
Paul Günter, né le 30 mai 1943 à Berne où il meurt le 10 janvier 2024, est une personnalité politique suisse, membre de l'Alliance des indépendants, puis du Parti socialiste.

## Biographie
Après son baccalauréat, Paul Günter a étudié la médecine à l'université de Berne et a terminé ses études en 1969. Il a exercé la fonction de médecin-chef de l'hôpital d'Interlaken. Membre de l'Alliance de l'Indépendant, il siège au Grand Conseil du canton de Berne de 1972 à 1979 et au Conseil national de 1979 à 1991. Paul Günter rejoint ensuite le Parti socialiste et siège à nouveau au Conseil national de 1995 à 2007.
En 1983, il crée la radio privée bernoise de l'Oberland, Radio BeO pour relier les habitants des vallées de l’Oberland bernois. Il accompagne la station en demeurant longtemps président du conseil d'administration et en tant que président de l'association de soutien Radio BeO. 
Sa famille annonce son décès à Berne le 10 janvier 2024 à 80 ans après une longue maladie.